# Federico Moreno Torroba

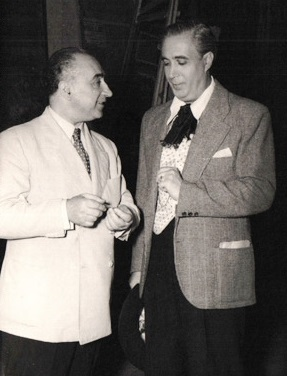
Federico Moreno Torroba, links, mit Placido Domingo Ferrer (1946)

Federico Moreno Torroba (* 3. März 1891 in Madrid; † 12. September 1982 ebenda) war ein spanischer Komponist.

## Leben
Federico Moreno Torroba erhielt seinen ersten Musikunterricht von seinem Vater, dem Pianisten José Moreno Ballestro. Gemeinsam mit dem Vater spielte er die Orgel in verschiedenen Kirchen von Madrid. Später studierte er dann am Konservatorium von Madrid und war Schüler von Conrado del Campo.
Moreno Torroba komponierte zunächst sinfonische Werke wie Zoraida, Cuadros castellanos, La ajorca de oro, Capricho romántico oder die Suite Castellana. Doch schon bald folgt er musikalisch seinen Komponistenkollegen und wandte sich der Zarzuela zu, und verhalf ihr als einer der großen Komponisten dieses Genres im 20. Jahrhundert zur Blüte.
Die „Zarzuela“ selbst hat einige Ähnlichkeit mit der französischen „opéra comique“ und dem deutschen Singspiel oder der Operette. Man könnte sagen: die Zarzuela ist die spanische Schwester der „Operette“. Wie diese ist die „Zarzuela“ durch abwechselnd gesprochenen und gesungenen Text gekennzeichnet.

## Werk
Moreno Torrobas erstes Werk war die Oper „Las decicidas“ und wurde im „Teatro Lara“ von Madrid uraufgeführt. Im Jahre 1925 hatte er größten Erfolg mit seiner ersten Zarzuela „La mesonera de Tordesillas“. Das Libretto dazu schrieb Sepúlveda y Manzona. Dieses Werk hat historischen Charakter und erzählt die Abenteuer des Königs „Felipe IV“. Es folgten Werke wie „Manola, la del porillo“, „La Marcharena“, „Cascabeles“, „Baturra de temple“, „El aguaducho“, „Azabache y la zarzuela“.
Am 31. März 1931 wurde zum ersten Mal „La chulapona“ aufgeführt. Diese Partitur folgte der volkstümlichen Madrider Linie Madrilena der „La Revoltosa“ und „La verbena de La Palona“, die Musik für ein in Madrid bekanntes religiöses Volksfest, am Vorabend der genannten Patrone gefeiert. Moreno Torrobas bekanntestes Werk „Luisa Fernanda“ wurde am 26. März 1932 im „Teatro Calderón“ uraufgeführt. Das Libretto dazu schrieben Federico Romero und Guillermo Fernandéz Shaw. Dieses berühmteste Werk Moreno Torrobas wurde inzwischen mehr als zehntausendmal aufgeführt.

## Spanischer Bürgerkrieg
Der Spanische Bürgerkrieg (1936) und der aufkommende Film setzten der Zarzuelabegeisterung ein vorläufiges Ende. Der Versuch des Franco-Regimes, die Zarzuela zum nationalen Symbol zu stilisieren, stieß auf Ablehnung. Erst mit den Vorbereitungen zur 500-Jahr-Feier zur Entdeckung Amerikas (1982) erinnerte man sich an das musikalische Erbe. Federico Moreno Torroba galt als Anhänger des Franco-Regimes, was historisch jedoch umstritten ist.
Nach dieser Zwangspause erschien wieder ein neues Werk von Moreno Torroba: „Monte Carmelo“, in Zusammenarbeit mit den beiden Librettisten Romero und Shaw. Weiter gab es Erfolge mit „La Caramba“, im April 1942 uraufgeführt im „Teatro de la Zarzuela“. Hier war der Librettist Luis Fernandéz Ardavin; „La illustre moza“, „Los laurelos“, „El cantar del organillo“, „Sierra Morena“, „Una noche en Aravaca“.
1980 wurde die von ihm komponierte Oper El poeta mit Plácido Domingo uraufgeführt.

## Musik für Gitarre
Neben seinen sinfonischen Werken, Opern und Zarzuelas hatte Moreno Torroba den Wunsch, eine eigenständige, typisch spanische Musik zu schaffen, denn er war – wie z. B. auch Manuel de Falla und viele andere spanische Komponisten – von der Bedeutung der Gitarre als Nationalinstrument Spaniens überzeugt. So verfasste er im Laufe seines Lebens ungefähr hundert Werke für dieses Instrument. Teilweise wurden die Werke angeregt oder beauftragt von Andrés Segovia (der Werke Morenos – etwa Sonatina, Madronos und Suite Castellana – auch auf Schallplatte einspielte), aber auch anderen Gitarristen. Stets komponierte er dabei aus dem Geiste der spanischen Volksmusik heraus, wie sich dies beispielsweise in den Überschriften seiner acht „Estampas“ („Bilder“) für vier Gitarren ausdrückt: „Einen Bauern-Fandango tanzend – Stauwasser – Ernte – Fest im Dorf – Tagesanbruch – Hochzeit – Mühlenweg – Kindliche Spiele.“ Aber auch in Werken ohne solche programmatischen Themen und Motive, wie z. B. der dreisätzigen „Sonatina“ für Gitarre und kleines Orchester, sprechen die musikalischen Themen und Motive eine eindeutig spanische Sprache.
Oft erweist sich Moreno Torroba in seinen Sätzen als Meister der Miniatur: So in seinen „Puertas de Madrid“, „Pièces caractéristiques“, „Siete Piezas de Àlbum“ oder „Aires de la Mancha“. Bezüglich der Kompositionstechnik verwendete er – formal betrachtet – häufig die Liedform A-B-A' und die Rondoform. Der musikalische Gestus wirkt häufig heiter, malt das Bild einer sonnendurchfluteten Landschaft und schmeichelt dem Hörer mit seinen tänzerischen Rhythmen.

## Ehrungen
Im Jahre 1935 wurde Moreno Torroba Mitglied der Académico de Bellas Artes und 1975 wurde er zum Präsidenten der Sociedad de Autores Espanoles ernannt. Mehr als zwanzig Jahre lang war er Direktor der Theater „Calderón“ und „de la Zarzuela“ von Madrid sowie der Compania Lírica Nacional. Die Stadt Madrid verlieh ihm die goldene Medalla de Madrid.

## Werkverzeichnis für Gitarre
- Concierto Ibèrico für Gitarre und Orchester (1976)
- Sonatina für vier Gitarren und Orchester
- Estampas für vier Gitarren
- Rafagas für vier Gitarren

Gitarre solo
- Aires de la Mancha
- Anthology
- Burgalesa
- Nocturno
- Pièces caractéristiques (Preambulo – Oliveras – Melodia – Los Mayos – Albada – Panorama)
- Preludio
- Serenata burlesca, gewidmet Andrés Segovia
- Sonatina
- Triptico, 3 Stücke
- Punteado und Tacaneo Classico
- Jaraneira
- Suite castellana (Fandanguillo – Arada – Danza)
- Puertas de Madrid
- Castillos de Espana
- Madronos
- Tres Preludios